# Karl Aulenbach
Karl Aulenbach (* 6. August 1813 in Homburg; † 25. September 1881 in Asherville, Indiana) war ein deutscher Dichter des Vormärz, er entstammte einer Dichterfamilie. Nach dem Scheitern der Revolution emigrierte er in die Vereinigten Staaten von Amerika.

## Leben
Drei Jahre nach seinem Bruder Friedrich geboren, besuchte er ebenfalls das Zweibrücker Gymnasium, wurde dort bereits wegen eines unflätigen Artikels gegen die königliche Regierung im Rheinbayrischen Anzeiger zu einer Geldstrafe verurteilt. Er studierte zunächst in Erlangen evangelische Theologie, um, wie sein Vater Christian Aulenbach, Pfarrer zu werden, musste aber die Stadt verlassen als bekannt wurde, dass er an einem Befreiungsversuch des Redakteurs Johann Georg August Wirth aus dem Kaiserslauterer Gefängnis beteiligt gewesen war und beendete sein Studium in Göttingen.
Daniel Schenkel, später Theologieprofessor in Heidelberg, vermittelte ihm eine erste Pfarrstelle in Schmieheim/Ortenau. In seiner Heimat, der Pfalz, wäre ein Kirchendienst mit seiner Vergangenheit nicht vereinbar gewesen. Ab 1846 wurde ihm dann doch eine Vikarstelle in Grünstadt zugewiesen, doch schon drei Jahre später wanderte er, zusammen mit vielen anderen Teilnehmern des Pfälzischen Aufstandes, in die USA aus.
Aulenbach übernahm dort zunächst die Pfarrei in Tuscarawas County, Ohio, die als Zentrum deutscher Auswanderer galt. Seine letzten vierzehn Lebensjahre war er Pfarrer in Zanesville, ebenfalls Ohio.

## Leistungen
Verglichen mit seinem Vater und seinem Bruder ist Karl Aulenbach sicherlich der radikalste in Wort und Tat. Doch geht sein Œuvre deutlich über politische Inhalte hinaus. So nimmt ein großer Themenkreis seine Heimat ein, die er sein Leben lang wegen ihrer Schönheit hoch geschätzt hat. Und auch zu Fragen als evangelischer Pfarrer ergriff er Partei zugunsten einer orthodox-lutherischen Ausrichtung, also gegen die Generalsynode von 1848 mit ihrer Festschreibung der Union in der Vereinigten Protestantisch-Evangelisch-Christlichen Kirche der Pfalz.

## Trivia
Während sich Aulenbach gegen Obrigkeit und Fürstenstaat wandte, wurde seine Cousine zweiten Grades Julia Hauke die Stammmutter der Häuser Battenberg und Mountbatten.

## Werke
- Freies Wort, den Freiheitsaposteln und Aufklärlingen und falschen Propheten der glorreich unirten pfälzischen Kirche unterthänigst gewidmet. o. Ort 1849 (Wiederabdruck, vorgestellt und kommentiert von Bernhard H. Bonkhoff, in: Blätter für pfälzische Kirchengeschichte 45 (1978), S. 108–112).
- Der Deutsche Pionier. Erinnerungen aus dem Pionier-Leben der Deutschen in Amerika. Cincinnati 11. Jahrgang (1879), S. 496–500; 13. und 14. Jahrgang.
- Eine Sammlung von Gedichten des Ehrw. K. Aulenbach, veranstaltet zur fünfundzwanzigjährigen Existenz-Feier des „West-Boten“. Allentown, Pennsylvania (1879).